# Новая Лазаревка
Но́вая Ла́заревка (встречается также написание Ново-Лазаревка и Новолазаревка) — деревня в Ардатовском районе Нижегородской области Россия. Входит в состав Личадеевского сельсовета.

## Этимология
Существует две версии происхождения названия деревни. Согласно первой, оно происходит от ныне пересохшей речки Лазаревки или Лазорьки, которая в свою очередь могла получить такое название из-за цвета воды или большого количества росших по её берегам цветов голубого цвета. По второй версии, название происходит от имени местного помещика Лазаря, якобы уже имевшего под Муромом поместье Лазорька, однако в исторических документах не было обнаружено помещика с таким именем.

## История
В середине XIX века д. Новая Лазаревка была расположена на небольшой возвышенности - "на горе" - в 17 верстах к северо востоку от уездного г. Ардатова. Южнее деревни проходил торговый тракт, соединяющий города Арзамас и Муром. Вблизи протекала речка Лазаревка, которая и дала название основанному на её берегу населенному пункту.
Деревня Новая деревня не упоминается в Писцовых книгах XVII в. Основана она гораздо позже, точных сведений о времени основания деревни нет.
Накануне крестьянской реформы 1861 года крестьяне деревни принадлежали трем помещикам. В 1859 году в деревне насчитывалось всего 28 дворов, здесь проживало 228 жителей (101 мужчина и 127 женщин).
Основным занятием жителей деревни было земледелие. Земли Новой Лазаревки отличались завидным плодородием.
В конце 1880-х годов в деревне числилось 33 дома, в которых проживало 32 домохозяина. В начале 1900-х годов Новая Лазаревка входила в состав Мечасовской волости Ардатовского уезда.
По данным обследования 1978 года, деревня значилась усадьбой производственного назначения колхоза "Голяткинский", здесь располагалась ферма по откорму крупного рогатого скота. В селе числилось 36 хозяйств, проживало 139 человек. Жилой фонд состоял из 34 домов, из них 25 построены да 1918 г. В деревне работали начальная школа на 80 учебных мест (с 1962 г.) и сельмаг. Населенный пункт значился как неперспективный.
На территории деревни в 1992 году стояла заброшенная церковь.

## Географическое положение
Деревня Новая Лазаревка находится на юго-западе Нижегородской области России, к северу от автомобильной дороги Саконы — Личадеево, в 2 км к югу от реки Тёши и 3 км к западу от реки Нучи. Административный центр муниципального округа Ардатов находится в 18 км к юго-западу от Новой Лазаревки. Деревня соединена шоссейными дорогами на западе с селом Липовкой (расстояние 2,5 км),  на юго-востоке — с селом Голяткино (2 км), на северо-востоке — с деревней Докукино (2 км). Высота над уровнем моря около 116 метров.
Деревня Новая Лазаревка, как и вся Нижегородская область, находится в часовой зоне МСК (московское время). Смещение применяемого времени относительно UTC составляет +3:00.

## Административная принадлежность
Деревня Новая Лазаревка входит в состав Личадеевского сельсовета Ардатовского муниципального округа Нижегородской области Российской Федерации.

## Климат
Деревня находится в зоне умеренно-континентального климата, который характеризуется холодной продолжительной зимой и тёплым, но достаточно коротким летом. За год выпадает в среднем 450—550 мм осадков, из них 68 % — в виде дождя и 32 % — в виде снега. Среднегодовая относительная влажность воздуха — 76 %. Снежный покров достигает 50 см, а в особо снежные зимы может достигать одного метра и более.
Весна приходит резко, обычно к середине апреля, при этом вплоть до середины мая нередки заморозки. Лето сравнительно короткое и достаточно жаркое — в отдельные годы температура может достигать 36 °C. Шапка лета приходится на июль. В конце весны и лета нередки грозы — их может случаться до 20 за год, почти каждый год выпадает град. Осень приходит в сентябре и стоит до начала ноября, но уже в сентябре нередки заморозки. Зима наступает в начале ноября и продолжается до середины марта. Обычно первый снег выпадает в октябре и держится в течение пяти месяцев, сходит к 10—15 апреля. Почва промерзает на глубину 70—90 см.
Вегетационный период составляет 189 дней, продолжительность безморозного периода — 137 дней.

## Население
| Численность населения | Численность населения | Численность населения | Численность населения | Численность населения | Численность населения | Численность населения | Численность населения | Численность населения |
| 1859                  | 1912                  | 1916                  | 1978                  | 1992                  | 1999                  | 2002                  | 2010                  | 2021                  |
| --------------------- | --------------------- | --------------------- | --------------------- | --------------------- | --------------------- | --------------------- | --------------------- | --------------------- |
| 128                   | ↗178                  | ↗179                  | ↘139                  | ↘110                  | ↘107                  | ↘82                   | ↘66                   | ↘52                   |

## Инфраструктура
В селе единственная улица Зелёная.

## Комментарии
1. ↑  Указана как «Лазаревка».